# Lahidj
Ne doit pas être confondu avec Lahij, sultanat de Lahij ou gouvernorat de Lahij.
Le village de Lahidj (en azéri : Lahıc ; aussi orthographié Lagich, Lahich, ou Lahic) se trouve dans la région d’Ismayilli de la république d’Azerbaïdjan, sur le versant sud de la chaîne de montagnes de Grand Caucase. Il se situe à  1211 m d'altitude, sur la rive gauche de Girdmantchay, au pied de la montagne de Niyal. Lahidj est une unité administrative d’autogestion et possède sa propre municipalité. La population est de 943 habitants en 2010.

## Population
La majorité de la population de Lahidj est composée du peuple Lahidji parlant la même langue qui appartient à la famille des langues iraniennes. Les habitants de Lahidj sont bilingues – à l’instar de leur langue maternelle, ils utilisent largement la langue azerbaïdjanaise.

## Architecture
Lahidj est un exemple original d’architecture et d’urbanisation en Azerbaïdjan. Le village a su préserver son image médiévale, avec toutes ses maisons en pierre de taille. Les rues et les places sont revêtues de pierre, avec un système très ancien de canalisation et d’approvisionnement en eau potable.

## Histoire

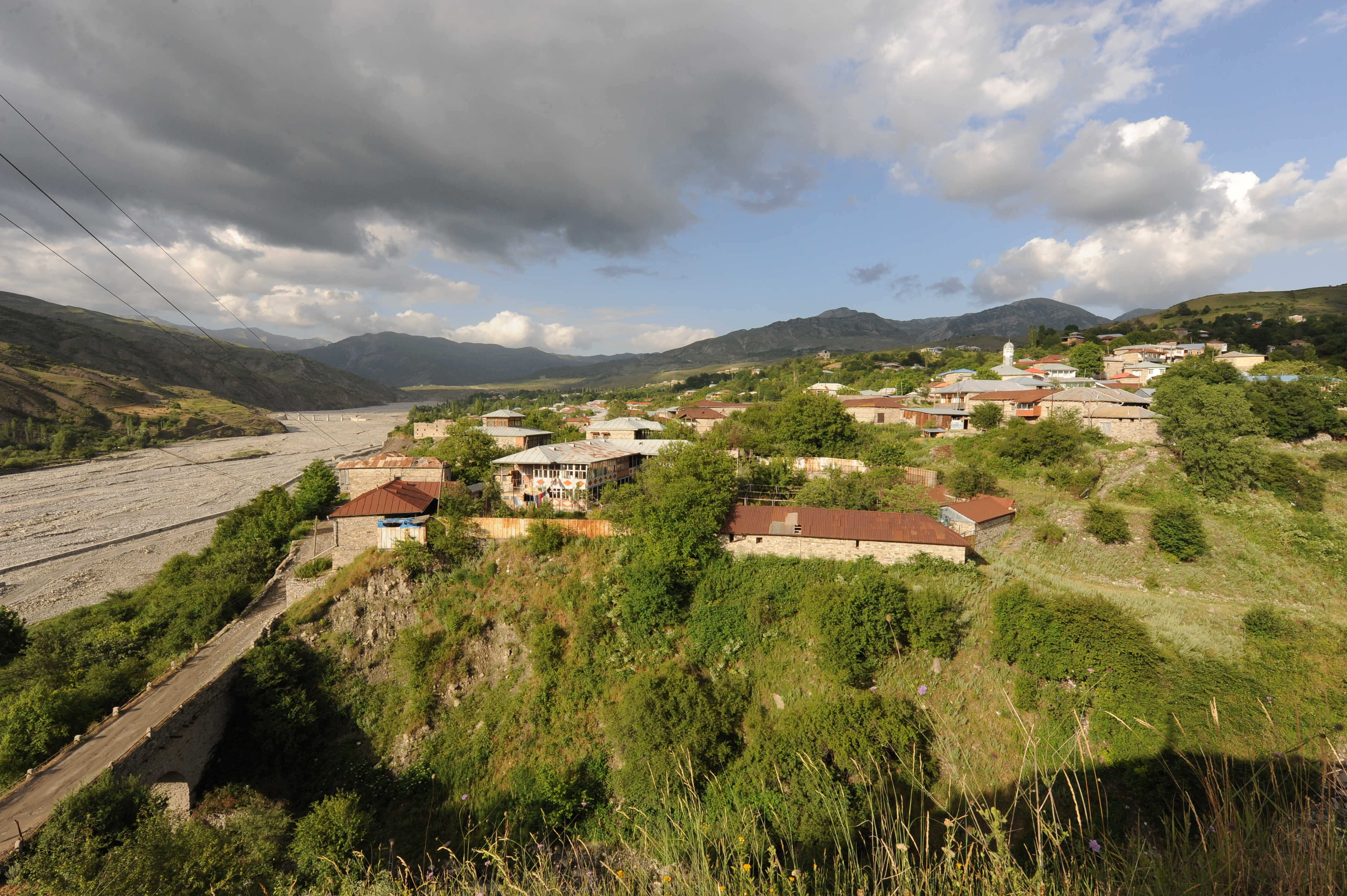
Vue de Lahidj en 2010

Depuis des siècles, parmi les habitants de Lahidj, de nombreux artisans produisent divers objets en métal, armes blanches gravées, pots, vaisselle en cuivre. La localité est un centre célèbre de commerce artisanal dans tout le Caucase et au-delà ses frontières. 
La forme même du village tient au développement de l’artisanat. Lahidj est un lieu d’habitation unique avec sa planification, sa structure, ses immeubles privés et publics, ses voies de communication et ses sites religieux. Une part importante du patrimoine immatériel du village se compose de particularités locales de l’Islam, de traditions et de coutumes liées aux croyances préislamiques des habitants de Lahidj, cérémonies, fêtes, célébrations, ainsi que la communication avec les autres cultures et religions des environs. 
Le développement de la production artisanale et les différences sociales ont eu un impact majeur sur la structure de la construction des bâtiments dans ce village. La structure préservée du village jusqu’à nos jours permet de faire une analyse sur sa structure planifiée.
Lahidj est l’un des plus anciens sites d’habitation du territoire azerbaïdjanais actuel. Plusieurs légendes existent quant aux origines des Lahidjis. L’une évoque le Lahidjan (province de Gilan) en Iran. Selon l’orientaliste Vladimir Minorsky, la situation géographique de Lahidj actuel correspond à celle de la principauté de Layzan, dont le nom est cité dans les sources du IVe siècle. Les Lahidjis font partie du peuple Tat de l’Azerbaïdjan appartenant aux groupes ethniques de la famille iranienne. Les Tats ont été déplacés par les Sassanides au IVe siècle dans les régions environnant la mer Caspienne de l’Azerbaïdjan pour faire face aux attaques des nomades Tats en provenance de Derbent.
Le shah perse Key-Khosrov I Sassanide, qui a tué le roi voisin, pour éviter la vengeance, se cache au nord, où il consacre le reste de sa vie à la prière. Cet exilé est enterré dans un autre pays, au pied de Niyaldagh, au bord de la rivière. Le monument érigé sur sa tombe comporte l'inscription « Key Khosrov I ». Les serviteurs du shah fondent un village près de sa tombe. La plupart de ces hommes étant originaires de la région de Lahidjan en Iran (province de Gilan), ils l'appellent Lahidj.

### Cuivre
La production des objets en cuivre est réalisée principalement dans les ateliers de « Misger Bazari » (rue des Bricoliers), ou Aghali. Les objets en cuivre sont vendus directement dans les ateliers. Dès la fin du XIXe siècle, le nombre des ateliers diminue en raison des objets produits à bas coût dans des fabriques en Russie. Cette diminution d'activité touche également le travail de forge, du cuir, et l'armurerie. 
Malgré tout, les ateliers de cuivre gardent à ce jour structure (fonte, coulage, forge, application ornementale), équipements à l'ancienne, design traditionnel, et processus de travail ancestral.
Le développement de la production de cuivre a contribué à la création de nouveaux métiers tels que ferblantier, forgeron ainsi que le développement de la production du charbon. 
Les sources écrites, confirment l'existence de plus de 80 types d'ustensiles en cuivre appartenant à la riche collection de Lahidj qui sont exposés dans des musées de l'Azerbaïdjan, de la Géorgie, de la Russie et de l’Europe. La plupart des objets en cuivre de Lahidj sont d’étain avec des ornements décoratifs. Ce travail est habituellement réalisé par des artisans graveurs appelés – hakkak. Les objets en cuivre fabriqués à Lahidj, étaient demandés non seulement en Azerbaïdjan, mais aussi dans tout le Caucase, ainsi qu’au Proche-Orient et en Asie Mineure.
Selon une légende, la couronne (Chapka de Monomakh) du Prince de Kiev Vladimir Monomakh, ayant vécu au XIIe siècle, aurait également été préparée à Lahidj. 

### Tapisserie
La tapisserie est également très développée à Lahidj, au moins depuis le milieu du XXe siècle et la création d'un atelier de tissage de tapis. Les tisserands et les peintres se servent avec une grande créativité des motifs utilisés par les artisans bricoleurs, les forgerons et les bijoutiers. Les tapis de Lahidj sont rapidement devenus célèbres grâce à leur haute qualité artistique et sont considérés comme produit important d’exportation. Ils sont extrêmement beaux et se distinguent par leur large éventail de couleurs et sont fortement demandés sur le marché mondial[réf. nécessaire]. 
La mise en place et le développement de la tapisserie à Lahidj ont entraîné d’importants changements économiques et familiaux. L’importance du travail des femmes a connu une très forte augmentation, qui a conduit à l’élimination de l’inégalité entre les hommes et les femmes.

## Quartiers et habitations

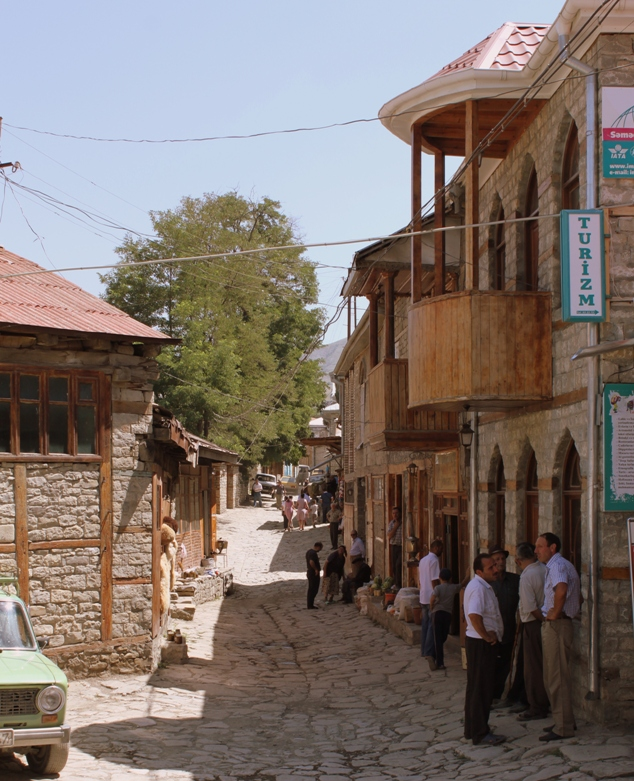
Rue de Lahidj

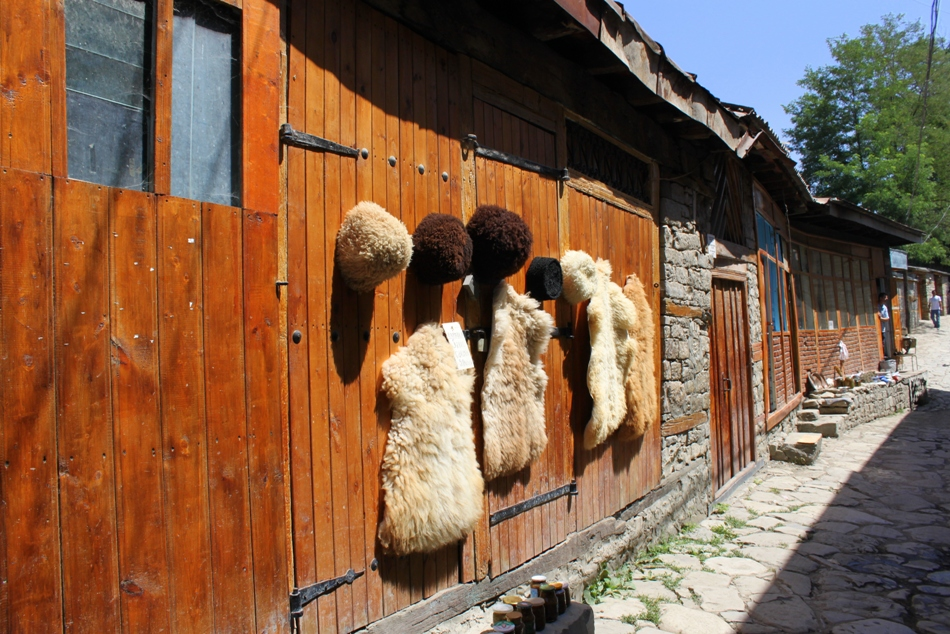
Fourriers de Lahidj

Lahidj se divise en trois quartiers :
1. Baadvan,
2. Azavarro,
3. Aragird.

En hauteur, au pied de la montagne, Aragird est le quartier le plus riche, autrefois peuplé de commerçants, qui achetaient leurs produits aux artisans (assiettes, bols, casseroles, etc.), employant des jeunes du quartier de Baadvan comme vendeurs (charvadar), qui écoulaient la marchandise en cuivre dans des bazars. 
Les artisans bricoliers, les forgerons, les selliers et les cordonniers vivaient à Azavarro. La division en deux d’un village comme Lahidj est typique pour les autres villages d’Azerbaïdjan, du Caucase en général et d’Asie centrale. À Lahidj, les quartiers sont divisés selon les activités professionnelles de leurs habitants. 
Le village de Lahidj s’étend tout au long de la rivière de Girdmantchay, sur 2 km. Chaque quartier a sa place centrale, sa mosquée, son hammam et son cimetière. Malgré les relations commerciales et artisanales très étroites entre les quartiers, le village a su préserver son originalité et sa structure, sans connaître de changements importants. Les places jouent toujours un rôle social important, comme lieu principal où se réunissent les habitants pour discuter des problèmes domestiques et économiques. 
Les maisons à Lahidj ont une technique architecturale particulière associant la pierre taillée traditionnelle et le bois, pour limiter l'impact des fréquents tremblements de terre. Le sol de la petite ville apparaît comme une mosaïque de pavés de pierre plate. 
La structure des maisons à Lahidj tient à la production domestique et à l’économie locale. Par exemple, les ateliers de nombreux artisans bricoliers et de forgerons sont attachés à leurs maisons, avec entrée de l'atelier côté cour. Les maisons d’habitation ont certaines caractéristiques particulières qui témoignent d’une culture d’habitat et de ménage très élevée. Dans les rues centrales, les rez-de-chaussée des maisons sont destinés aux ateliers et boutiques de commerce. 

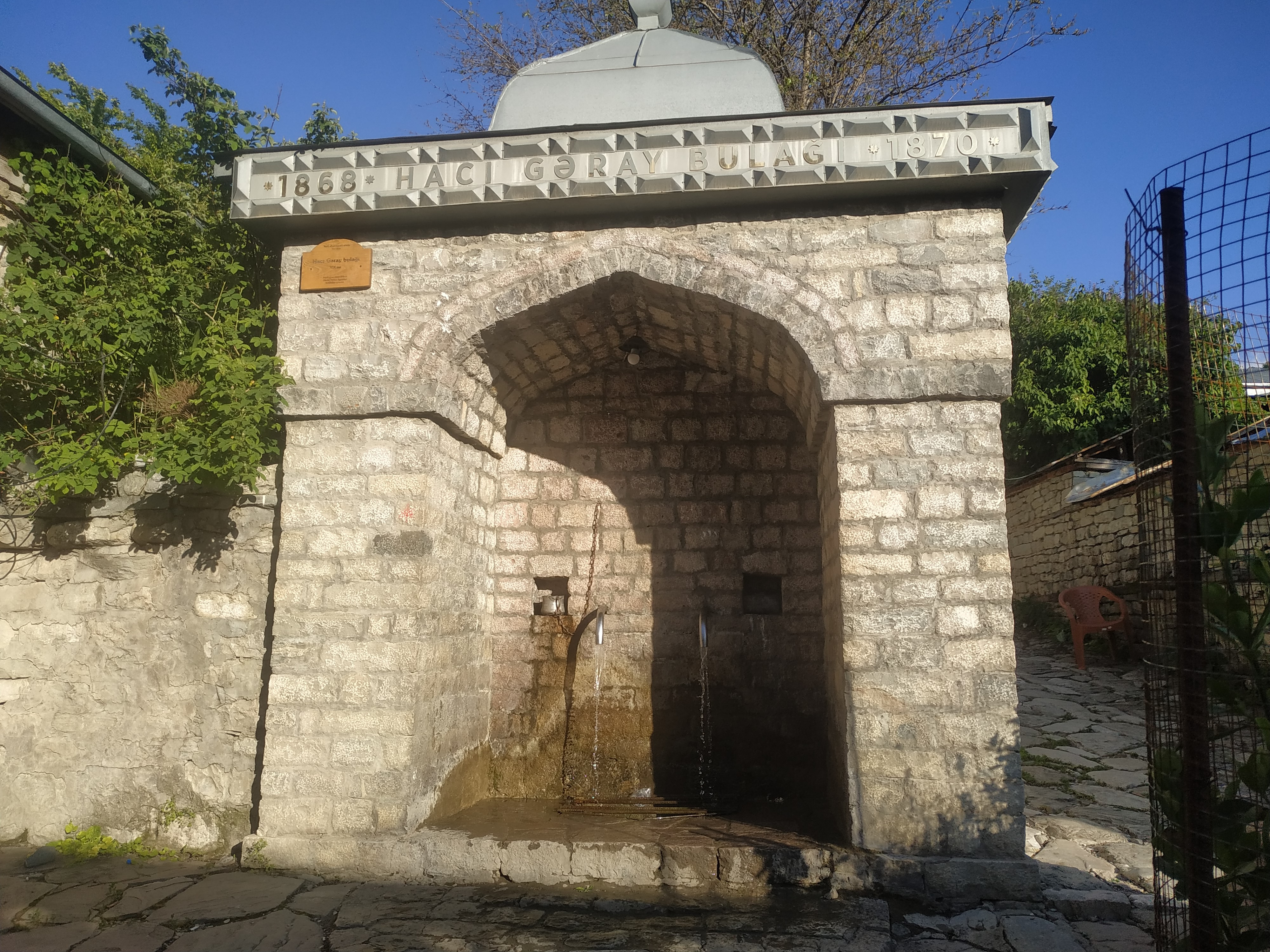
Une source à Lahidj

Les anciennes maisons sont préservées. Durant les années passées, aucun changement majeur n’a eu lieu dans la planification de Lahidj. Faute de terrain libre, les nouvelles maisons sont souvent construites à la place des anciennes. Afin de préserver la forme unique du lieu d’habitation, l’utilisation en construction de pierre de carrière et de briques est interdite. Donc, les nouvelles constructions ne se distinguent pas de l’ensemble du village. 
À l'intérieur des maisons, des niches de différentes tailles sont creusées dans les murs, permettant des étagères, où ranger vaisselles décoratives et autres ustensiles. Les Lahidjis et les Azerbaïdjanais, ayant longtemps vécu ensemble, ont de nombreux points communs sur le plan culturel, économique et dans la vie quotidienne.

## Artisanat
Depuis des siècles, l’un des autres métiers développés est celui du cordonnier et maroquinier. Aujourd’hui, le quartier de Zavarro est également appelé le quartier des cordonniers. Leurs maisons et leurs ateliers se trouvent tout au long de la rivière Darel-Iya. Les articles de maroquinerie de Lahidj sont considérés parmi les meilleurs du sud du Caucase. 
Les maroquiniers de Lahidj travaillent le chagrin, le yuft (cuir russe), et produisent chaussures, ceintures, pièces en cuir, reliures de livre, brides, selles, chapeaux, manteaux.

## Patrimoine culturel

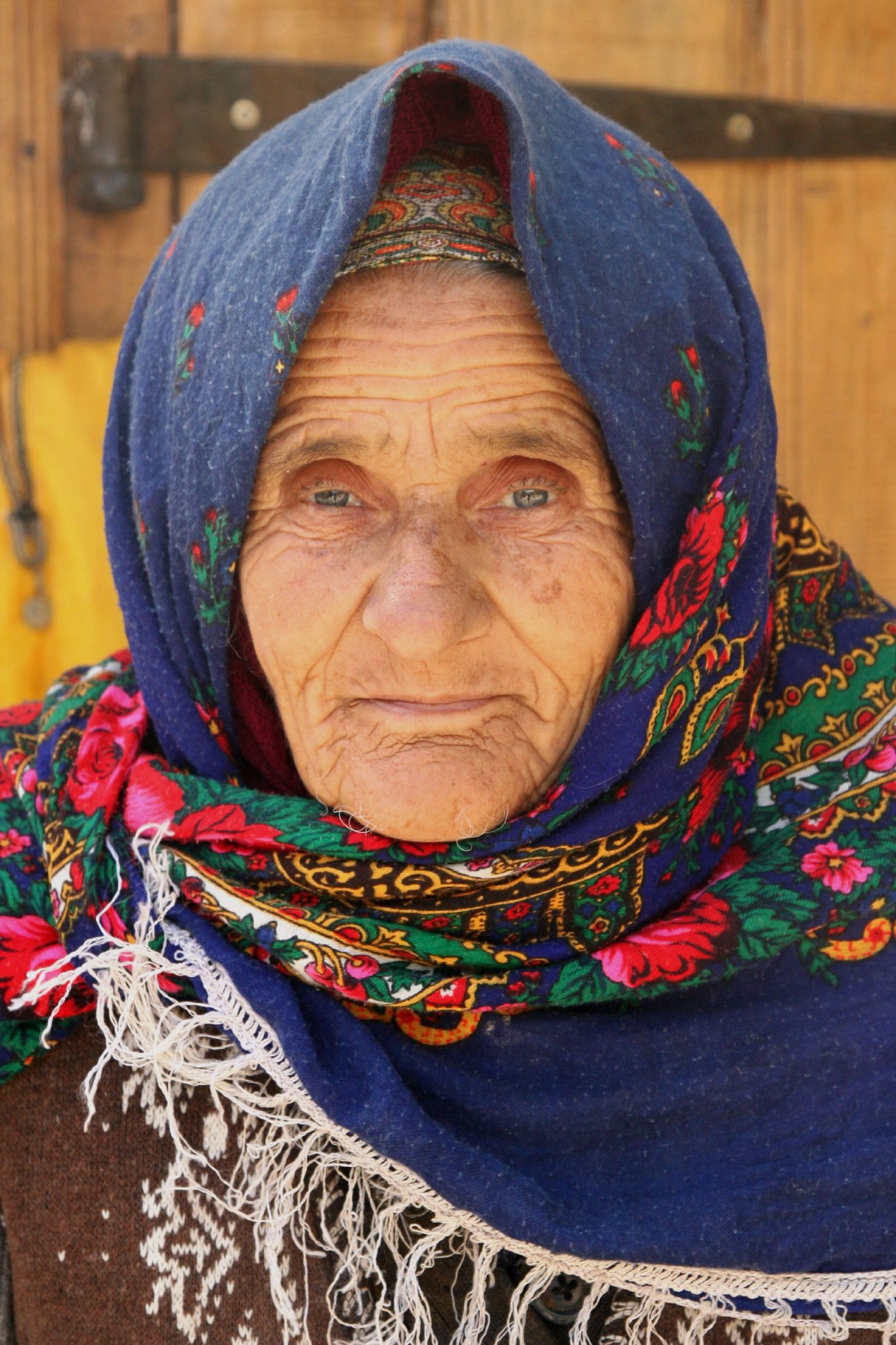
Vieille femme de Lahij

Le développement du tourisme international suscite un intérêt croissant pour la diversité culturelle et le potentiel créatif de l’homme. Attirant l’attention de nombreux touristes dans le monde, le village est introduit dans les itinéraires de plusieurs agences de voyages en Azerbaïdjan. Le patrimoine culturel de Lahidj est centralisé dans le musée ethnographique du village. 
L’intérêt des pays pour le patrimoine historique et actuel de Lahidj, contribue à dévoiler pleinement son patrimoine culturel immatériel et conduit au développement du potentiel créatif de l'homme. En décembre 2009, une exposition intitulée «Bienvenue à Lahidj» a été ouverte au Centre Culturel «Palais des pionniers» à Ljubljana (en Slovénie). Un film réalisé dans le cadre du projet Jeunesse et médias par la photographe Vesna Krnivech a été présenté lors de cette cérémonie, avec présentation  de photos et vidéos réalisées par des jeunes, reflétant la préservation du patrimoine culturel de Lahidj, pour mieux informer les habitants de Ljubljana et de Slovénie en général sur Lahidj. 
De films réalisés sur Lahidj et ses habitants ont été présentés dans des festivals internationaux de cinéma. Le film Amanat (Souvenir) réalisé en 2006 par Shamil Najafzada parle de la culture unique des Lahidjis et de problèmes actuels du village. 
Le film Rythmes de Lahidj du réalisateur Fariz Ahmadov (2008) a été introduit aux programmes de compétition du festival de cinéma Irpen (en Ukraine) et du 39e festival international de Roshd en Iran. Ce film a obtenu un prix et un diplôme au festival des films touristiques «Turfilm-Riga 2009», auquel participait des films réalisés dans 18 pays. 
L’État et la communauté de Lahidj font de grands efforts pour préserver et développer le patrimoine culturel unique, l’art appliqué, l’organisation traditionnelle de la production artisanale, ainsi que les relations intra et intercommunautaires de Lahidj.
Dès l’époque de l’URSS, les autorités de la RSS d’Azerbaïdjan ont entrepris des mesures pour protéger Lahidj. Le 23 décembre 1980, Lahidj est déclaré réserve historique et culturelle par décret du Cabinet des Ministres de la RSS d’Azerbaïdjan. Le 18 mai 1981, son statut a été approuvé. 
Le décret du président de la république d’Azerbaïdjan du 16 septembre 1992 sur « le soutien de l’Etat au développement des langues et de la culture des minorités ethniques et la protection des droits des minorités vivant en Azerbaïdjan », joue un rôle essentiel dans la réalisation de programmes destinés à la préservation et au développement du patrimoine culturel des habitants de Lahidj. 
Les mesures prises au niveau de l'État ont permis de préserver l'aspect authentique de Lahidj et ont conduit à développer la production artisanale unique du village.

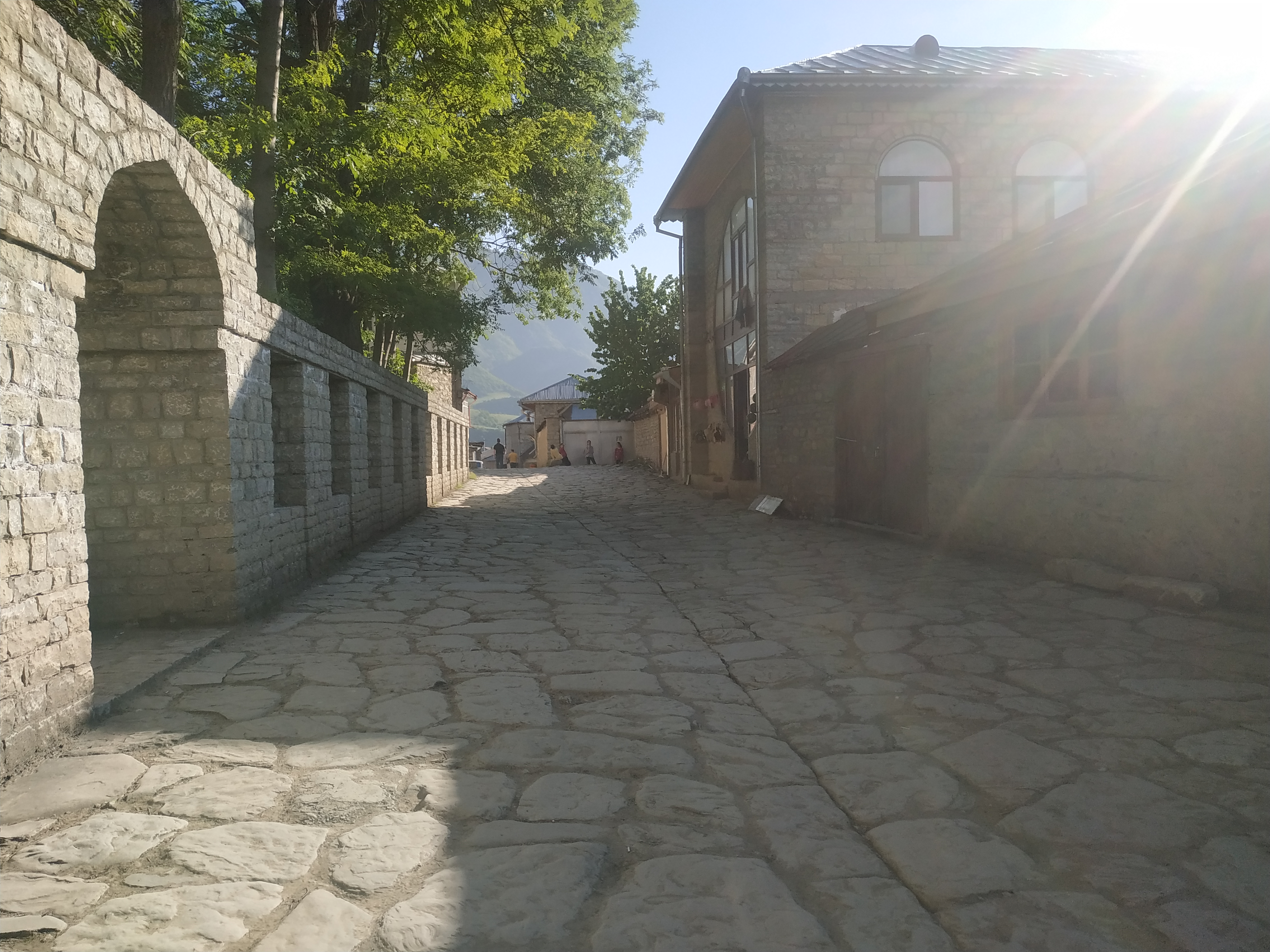
La rue principale de Lahidj

Lahidj a toujours attiré l’attention des écrivains, des scientifiques et des artistes[réf. nécessaire]. Les habitants du village consentissent également beaucoup d’efforts pour étudier le patrimoine culturel de Lahidj et des Lahidjis. En 1994, Manaf Suleymanov, écrivain et journaliste originaire du village, a publié son livre intitulé « Les tableaux ethnographiques de Lahidj ». Agha Mehdiyev, peintre originaire de Lahidj, a consacré de nombreux tableaux aux paysages et aux beautés créés par l’Homme.
L’intérêt des chercheurs pour l’héritage de Lahidj a toujours été grand. Beaucoup de chercheurs azerbaïdjanais et étranger ont fait de recherches sur ce village unique[réf. nécessaire]. 
Il n’est pas le fruit du hasard que les objets produits par les artisans de Lahidj au XIXe siècle aient obtenu de nombreux grands prix dans des compétitions locales et internationales. En 1850, lors de l’exposition des produits de la Transcaucasie, les objets préparés par Mammad Gadiri, artisan de Lahidj, ont obtenu un prix spécial. 
Les artisans de Lahidj ont obtenu un grand succès lors de l’Exposition internationale de Vienne en 1873. Dans un journal local, il était écrit ainsi : « Le village de Lahidj, de la région de Shamakhi, est célèbre depuis des siècles pour ses objets en cuivre préparés avec un grand goût et l’exposition de Vienne est une belle occasion pour préserver et promouvoir cette collection de vaisselles. Les assiettes, les tasses, les bols sont extrêmement beaux, spécifiques et des œuvres parfaites dans leur genre. Toutes ces vaisselles sont décorées avec de motifs riches et fins ».
Ainsi, l’artisanat de Lahidj prouve l’ancienneté de la tradition de l’art appliqué et de la culture décorative en Azerbaïdjan. Les objets en cuivre préparés par des Lahidjis sont protégés dans différents musées du monde. Un plat de cuivre préparé à Lahidj est préservé au Musée du Louvre dans la collection des œuvres d’art azerbaïdjanais. Au musée de Bern, il y a des exemples d’armes à feu et d’armes blanches d’Azerbaïdjan, parmi lesquelles, un fusil, une épée et une dague aux ornements riches et aux incrustations au bois réalisées par les artisans de Lahidj. De nombreux objets préparés à Lahidj sont préservés au musée d’Ethnographie de Russie (Saint-Pétersbourg) et au musée des Peuples de l’Orient (Moscou). Une grande collection d’œuvres et d’objets en cuivre réalisés à Lahidj est déposée au Musée National de l’Histoire d’Azerbaïdjan.